# Marek Burnat
Marek Burnat (ur. 28 maja 1929 w Krakowie, zm. 19 grudnia 2015 w Warszawie) – polski matematyk zajmujący się równaniami różniczkowymi oraz ich zastosowaniami; profesor.

## Życiorys
W 1947 ukończył I Miejskie Gimnazjum i Liceum im. Tadeusza Kościuszki w Łodzi. W latach 1949–1952 studiował matematykę na Wydziale Matematyki, Fizyki i Chemii Uniwersytetu Warszawskiego, gdzie 18 lutego 1952 uzyskał tytuł magistra filozofii w zakresie matematyki. Studia doktoranckie, zakończone 27 października 1955 obroną dysertacji doktorskiej, odbywał w Uniwersytecie Państwowym w Leningradzie, uzyskując 27 marca 1956 stopień naukowy doktora (radziecki stopień kandydata nauk). Promotorem jego pracy była Olga Ładyżenska. Stopień doktora habilitowanego nauk matematycznych otrzymał decyzją ministra z 11 kwietnia 1963 po uprzednim przedstawieniu i obronie 10 grudnia 1962 rozprawy habilitacyjnej zatytułowanej Teoria rozwiązań prostych dla nieliniowych równań różniczkowych I rzędu i zastosowań w dynamice gazów. W latach 1964–1972 pracował w Instytucie Podstawowych Problemów Techniki PAN. Tytuł profesora nadzwyczajnego nauk technicznych nadano mu 5 lipca 1971, a 15 września 1988 tytuł profesora zwyczajnego nauk matematycznych. Wieloletni kierownik Zakładu Równań Fizyki Matematycznej przy Instytucie Matematyki Stosowanej i Mechaniki Uniwersytetu Warszawskiego, który to współtworzył. W latach 1987–1993 dyrektor rzeczonego Instytutu. Członek komitetu redakcyjnego czasopisma „Topological Methods in Nonlinear Analysis”. Pochowany został na Cmentarzu Wojskowym na Powązkach.
Wśród wypromowanych przez niego doktorów znalazł się m.in. Marcin Moszyński (1998).